# 証文
証文（しょうもん）とは、中世日本における文書のことで、以下の2つの意味で用いられる。
- 文書の作成時点における特定の事実を証明する文書（特に権利関係・契約関係）。
- 訴訟において証拠とされる文書。上記の「証文」の他、公文書や事実の証明を伴わない私的な書状が含まれる場合もある。

## 事実を証明する「証文」
『日葡辞書』には「ショウコノカキモノ」と解説され、日本の古文書学においては、いわゆる私文書のうち書状（手紙・私信）を除く文書を指す。
本来、律令法においては権利の移転・契約の締結には所管の官司にその旨の届出をする必要があり、平安時代中期にこうした手続が廃れた後も官司への届出するための書式である解・辞を以って当事者間で事実の確認を行った。
これが証文の由来とされ、時代が降るにつれて様々な種類・書式の証文が作成されるようになった。

### 種類
証文の種類には次のようなものがある。
- 譲状・処分状－土地・家屋・財物を子弟などに譲渡する場合に作成。
- 沽券・売券－売買に際して売主から買主に渡すために作成。
- 借用状・借券・借書－貸借に際して借主から貸主に渡すために作成。
- 質券－質権を設定する貸借に際して債務者から債権者に渡すために作成。
- 為替・割符－今日の為替手形に相当、遠隔地に金銭などを送る場合に作成。
- 相博状・替券－互いの所有物を交換する場合に作成。
- 和与状－訴訟などで和解（和与）を行う場合に作成。
- 避状・去状・避文－訴訟などで当事者の一方が権利放棄を行って相手の主張を認める場合に作成。
- 預状－金品の保管に際して預り主から預け主に渡すために作成。
- 請取状・返抄－今日の受領書・領収書に相当、受取人が受取の証拠とするために作成。
- 義絶状・離縁状－親族関係を断つ際に当事者から断絶の対象者に渡すために作成。
- 契状・契約状－その他通常の契約書。

証文は契約の当事者双方の合意の上、作成者が受取人の意向を確認しながら作成することとなっていた。こうした証文は全て私人間の契約であり、公権力の保証は伴わなかった。ただし、御家人の所領の移転に関する譲状・処分状は例外で鎌倉幕府に譲状・処分状を提出して外題安堵を受けることで公的にも有効とされた。
証文には契約内容が具体的に記載された。例えば、金銭であれば金額、土地であれば所在地や面積・代金・公事負担などの有無などである。
また、契約内容の実施が阻害された際に当事者間で発生する物的・行動的な義務を明記した担保文言、徳政令の実施によっても契約内容が影響を受けないとする徳政文言などが記載され、将来予想されるトラブルに対応するための措置を施されており、万が一当該契約に由来する訴訟が発生した場合には、記載された内容や文言が審理において重視された。
更に契約で譲与・売却された物品・土地などが、将来において第三者に譲与・売却される場合には既存の証文を新規の証文に添付して、権利関係の変動を証明した。
こうした添付された旧証文を手継証文と称する。

## 訴訟の証拠となる「証文」
律令法の導入以来、日本の訴訟は俗にいう“文書第一主義”が採用され、証拠として出された証文の価値の優劣が訴訟の帰趨を左右した。
例えば、鎌倉幕府の『御成敗式目』49条では、訴訟の両当事者提出の証文の価値の優劣がハッキリしている場合に限って当事者双方の対決（対審）は行われないまま直ちに結審した。
特に初代の鎌倉殿（征夷大将軍）である源頼朝の下文は最も優れた証文とされていた。
反対に証人から証言を採るのは、双方の証文がともに不分明である場合に限られ（嘉禎4年（1238年）追加法93条）、更に一度召文違反（出廷拒否）によって敗訴判決が確定した場合でも新たな証文が提出された場合には再審の可能性が開かれ（追加法50条）、対決終了後禁じられていた更なる訴陳状提出も新たな証文を副えることで例外的に認められる（追加法332条）など、訴訟において“文書第一主義”に基づき証文の存在が重要視されていた。